# Patolandia (programa de televisión)
Patolandia fue un programa de televisión infantil argentino conducido por Rafael Carret, conocido como Pato y emitido por Canal 13 de Buenos Aires, originalmente entre los años 1976 y 1983.

## Descripción
Patolandia estaba conducido por Rafael Carret Pato, y contaba con diferentes sketches como "Canal 0, el canal de la sorpresa", y personajes como la Ventanuska Magicuska Dibujaska, La brujita Marabunta y El profesor Enciclomúsico. Además se incluían dibujos animados o series.
En 1983, durante el verano, se emitió Vacaciones con Patolandia.

## Cine
En 1978 se realizó una película basada en el programa, llamada Patolandia nuclear.